# Litewszczyzna (rejon głębocki)
Litewszczyzna – dawna kolonia. Tereny na których leżała znajdują się obecnie na Białorusi, w obwodzie witebskim, w rejonie głębockim, w sielsowiecie Udział.
Dawniej używana nazwa – Litowszczyzna.

## Historia
W czasach zaborów ówczesny folwark w powiecie dzisieńskim, w guberni wileńskiej Imperium Rosyjskiego.
W latach 1921–1945 wieś a następnie kolonia leżała w Polsce, w województwie wileńskim, w powiecie dziśnieńskim, w gminie Głębokie.
Według Powszechnego Spisu Ludności z 1921 roku zamieszkiwało tu 51 osób, 34 były wyznania rzymskokatolickiego a 17 prawosławnego. Jednocześnie 34 mieszkańców zadeklarowało polską przynależność narodową a 17 białoruską. Było tu 11 budynków mieszkalnych. W 1931 w 12 domach zamieszkiwało 66 osób.
Wierni należeli do parafii rzymskokatolickiej i prawosławnej w Głębokiem. Miejscowość podlegała pod Sąd Grodzki w Głębokiem i Okręgowy w Wilnie; właściwy urząd pocztowy mieścił się w Głębokiem.